# Kulișeve, Petrîkivka
Kulișeve (în ucraineană Кулішеве) este un sat în așezarea urbană Petrîkivka din raionul Petrîkivka, regiunea Dnipropetrovsk, Ucraina.

## Demografie
Componența lingvistică a localității Kulișeve
     Ucraineană (97,26%)
     Rusă (1,37%)
Conform recensământului din 2001, majoritatea populației localității Kulișeve era vorbitoare de ucraineană (97,26%), existând în minoritate și vorbitori de rusă (1,37%) și armeană (1,37%).